# Inga densiflora
Inga densiflora ist eine Baumart aus der Unterfamilie der Mimosengewächse (Mimosoideae). Sie ist in Mittel- und Südamerika beheimatet.

## Beschreibung
Inga densiflora ist ein Baum mit einer Wuchshöhe von bis zu 20 Metern und grauer Rinde. Die Blätter sind vier- bis fünffach paarig gefiedert, die Blättchen am Rand rostrot flaumig behaart, ebenso wie die beidseitig deutlich hervortretende Mittelrippe.
Die Blattrhachis ist 5,5 bis 12,2 Zentimeter lang, gelb bis rostrot flaumig behaart und geflügelt, die Flügel sind am äußersten Ende ohrförmig, die Drüsen becherförmig.
Die Blütenstände entspringen den Blattachseln sowie den Achseln unausgebildeter Blätter und stehen oder in Gruppen von ein bis drei dichtstehender Ähren. Der Schaft ist 1,7 bis 8 Zentimeter lang, die Rhachis 1,5 bis 3,5 Zentimeter und gelb bis orange flaumig behaart. Die Blüten sind grünlich-cremefarben, die Staubblätter weiß. Die Früchte sind 22 bis 50 Zentimeter lang und 4,8 bis 10 Zentimeter breit, grün bis braun.
Die Chromosomenzahl beträgt 2n = 26.

## Verbreitung
Die Art ist heimisch von Mexiko bis Peru und Venezuela.

## Geschichte
Inga densiflora wurde 1875 von George Bentham erstbeschrieben.